# Sant’Angelo Lomellina
Sant’Angelo Lomellina ist eine norditalienische Gemeinde (comune) mit 801 Einwohnern (Stand 31. Dezember 2023) in der Provinz Pavia in der Lombardei. Die Gemeinde liegt etwa 40,5 Kilometer westnordwestlich von Pavia in der Lomellina.
Von 1467 bis 1797 unterstand die Gemeinde, zusammen mit Cozzo, der Herrschaft der Familie Gallarati Scotti.

## Verkehr
Durch die Gemeinde führt die frühere Strada Statale 596 dei Caroli (heute eine Provinzstraße) von San Martino Siccomario nach Vercelli.